# Государственный тренер
Государственный тренер — должность, введённая в СССР, а после его распада сохранившаяся или восстановленная в нескольких странах СНГ (Белоруссия, Казахстан, Кыргызстан, Россия, Украина). В задачи государственного тренера входит координация действия главных тренеров сборных команд страны, старших тренеров республиканских спорткомитетов, добровольных спортивных обществ и ведомств. Он отвечает за планирование и осуществление всего комплекса мероприятий по развитию подотчётного ему вида спорта в стране, союзной республике, федеральном округе или регионе.
В СССР эта должность была введена ещё до войны, а в 1973 году заместила должность начальника отдела Спорткомитета СССР. В России была восстановлена в 2002 году, когда вышел приказ Государственного комитета по физической культуре и спорту «О должности „Государственный тренер сборных команд“».
В Казахстане государственные тренеры назначаются и освобождаются от должности Министерством культуры и спорта Республики Казахстан по представлению республиканских аккредитованных спортивных федераций, входят в тренерский совет республиканских федераций.